# Nakuru
Nakuru er en by i Kenya, der er landets fjerdestørste by med et indbyggertal på ca. 307.990 (2009) indbyggere. Byen ligger ca. 1850 m over havniveau ved Nakurusøen og var indtil 2013 provinshovedstad i Kenyas provins Rift Valley. 